# 히라이시 겐타
히라이시 겐타(일본어: 平石 健太, 1985년 6월 26일 ~ )는 일본의 전 축구 선수이다.

## 구단 경력
과거 아비스파 후쿠오카에서 활동하였다.